# New Zealand Open 1992
Die New Zealand Open 1992 im Badminton fanden vom 11. bis zum 13. September 1992 in Christchurch statt.

## Sieger und Platzierte
| Disziplin    | Gold                          | Silber                    | Bronze                           |
| ------------ | ----------------------------- | ------------------------- | -------------------------------- |
| Herreneinzel | Dean Galt                     | Nick Hall                 | Andrew Compton                   |
| Herreneinzel | Dean Galt                     | Nick Hall                 | Grant Walker                     |
| Dameneinzel  | Julie Still                   | Yue Jin Liao              | Jenni Jefferson                  |
| Dameneinzel  | Julie Still                   | Yue Jin Liao              | Sheree Jefferson                 |
| Herrendoppel | Andrew Compton Dean Galt      | Nick Hall Grant Walker    | Blair Kitchener Grant Tyro       |
| Herrendoppel | Andrew Compton Dean Galt      | Nick Hall Grant Walker    | Stephen Lobb Mark Revis          |
| Damendoppel  | Tammy Jenkins Rhona Robertson | Selena Henry Yue Jin Liao | Nicole Montgomery Julie Still    |
| Damendoppel  | Tammy Jenkins Rhona Robertson | Selena Henry Yue Jin Liao | Jenni Jefferson Sheree Jefferson |
| Mixed        | Grant Walker Sheree Jefferson | Dean Galt Tammy Jenkins   | Nick Hall Amanda Carter          |
| Mixed        | Grant Walker Sheree Jefferson | Dean Galt Tammy Jenkins   | Grant Tyro Julie Still           |